# 静岡車両区
静岡車両区（しずおかしゃりょうく）は、静岡県静岡市葵区柚木にある東海旅客鉄道（JR東海）の車両基地である。静岡支社管内の路線を走る車両の多くが配置されている。
東海道本線東静岡 - 静岡間の北側に位置し、静岡駅を介して入出庫が行われる。東静岡駅のホームからは車両区の様子がよく見える。

## 歴史
- 1961年（昭和36年）10月1日 - 日本国有鉄道の静岡運転所が開設される[2]。
- 1986年（昭和61年）
  - 3月3日 - 御殿場線・身延線用車両が沼津機関区から移管される。
  - 11月1日 - EF58形電気機関車が配置、急行「富士川」用165系が移管される。
- 1987年（昭和62年）4月1日 - 国鉄分割民営化によりJR東海に継承。
- 1988年（昭和63年）3月13日 - 豊橋運転区配置の飯田線用車両が移管される。
- 1989年（平成元年）
  - 3月11日 - 急行「東海」用165系が移管される。
  - 7月 - 211系5000番台が新製配置。
- 1990年（平成2年）3月 - 御殿場線用として211系6000番台が新製配置。
- 1991年（平成3年）3月 - 特急「あさぎり」用として371系が新製配置。
- 1995年（平成7年）10月 - 373系が投入され、翌年3月までに165系を置き換え。
- 1999年（平成11年）3月 - 313系3000番台が新製配置。
- 2000年（平成12年）12月4日 - 静岡運転所が静岡車両区（車両基地）と静岡運輸区（乗務員基地、静岡車掌区と統合）に分割される[3]。
- 2002年（平成14年）3月 - 119系が大垣車両区に移管される。
- 2006年（平成18年）
  - 8月 - 2007年（平成19年）2月 - 113系、115、123系置換え用の313系（3次車）が大量に増備、配置される。
  - 10月 - 大垣車両区から211系5000番台が転属。
- 2015年（平成27年）3月 - 371系が車籍抹消・廃車となる（うち3両は富士急行に転属）。
- 2022年（令和4年）3月 - 神領車両区から313系8000番台（旧B200編成）が転属。
- 2023年 (令和5年) 12月 - 2024年 (令和6年) 3月 - 神領車両区から313系1300番台（旧B400編成)が転属。
- 2024年(令和6年）3月- 大垣車両区から313系300番台（旧Y30編成）の一部が転属。

## 配置車両の車体に記される略号
- 旅客車 - 「静シス」…静岡支社を意味する「静」と、静岡を意味する「シス」から構成される。なお、民営化直後3ヶ月ほどは「海シス」表記であった[注釈 1]。
- 機関車 - 「静」…静岡を意味する「静」から構成される。

## 配置車両
2024年（令和6年）10月1日現在の配置車両は以下の通り。なお、機関車は2008年度に全て廃車され、現在は配置がない。機関車・気動車・貨車・客車は配置0両の為、省略した。
| 電車  | 合計  |
| ----- | ----- |
| 290両 | 290両 |

### 特急形電車
- 373系
  - 3両編成14本（F1 - F14編成）計42両が配置されている。
  - 特急「ふじかわ」「伊那路」・東海道本線および飯田線の普通列車【沼津 - 熱海間（1日1往復）・浜松 - 豊橋間（1日3往復）・駒ヶ根 - 天竜峡・天竜峡 - 飯田間など】静岡地区のホームライナーで運用される。
  - かつては特急「東海」や快速「ムーンライトながら」（定期列車のみ）、名古屋地区のホームライナー、東京 - 静岡・熱海 - 静岡・大垣 - 米原間の東海道本線普通列車などでも運用された。

### 一般形電車
- 211系
  - 5000番台3両編成5本（SS4 - SS6,SS9 - SS10編成）、6000番台2両編成9本（GG1 - GG9編成）、計33両が配置されている。
  - 東海道本線（熱海 - 豊橋間）・御殿場線（御殿場 - 沼津間）・身延線（富士 - 西富士宮間）の普通列車で運用される。パンタグラフのシングルアーム型への交換が全編成完了している。
  - トイレが設置されていないため、長編成を組む際は基本的に313系と併結している。
  - 2022年3月から順次廃車が進行、並行して退役予定編成の一部が三岐鉄道と流鉄に譲渡されている[4]。

- 313系
  - 300番台2両編成11本（K1 - K11編成）、1300番台2両編成8本（L1 - L8編成）、2300番台2両編成7本（W3 - W9編成）、2350番台2両編成2本（W1・W2編成）、2500番台3両編成17本（T1 - T17編成）、2600番台3両編成10本（N1 - N10編成）、3000番台2両編成12本（V1 - V12編成）、3100番台2両編成2本（V13・V14編成）、8000番台3両編成6本（S1 - S6編成）計183両が配置されている。2006年8月から2007年2月にかけて3次車103両が配置された。2006年度の増備車からは行先表示器がフルカラーLEDになっており、前照灯に白色LEDとHIDを採用している。
    - 300番台2両編成11本は大垣車両区から転属してきた。車内は転換クロスシート。主に東海道本線（熱海 - 豊橋間）で運用されている。
    - 1300番台2両編成8本は神領車両区から転属してきた。車内は転換クロスシート。ワンマン運転に対応しており、全編成にパンタグラフが2基搭載されている。御殿場線全線・身延線全線を中心に運用されている。
    - 2300・2350番台は東海道本線（熱海 - 豊橋間）・御殿場線（沼津 - 御殿場間）・身延線（富士 - 西富士宮間）で運用される。車内はロングシート。全編成にワンマン準備工事が施されている。また、後者はパンタグラフを2基搭載、前者は新製時よりパンタグラフの増設準備工事が施されている。
    - 2500番台は東海道本線（熱海 - 豊橋間）・御殿場線（沼津 - 御殿場間）で運用されている。車内はロングシート。稀に、2600番台の運用を代走することもあり、御殿場線の御殿場以東（国府津 - 御殿場間）や身延線全線にも入線する。
    - 2600番台は東海道本線（熱海 - 豊橋間）・御殿場線全線・身延線全線で運用されている。車内はロングシート。発電ブレーキを搭載している。
    - 3000・3100番台は御殿場線全線・身延線全線を中心に運用されている。車内はセミクロスシート。ワンマン運転に対応しており、全編成にパンタグラフが2基搭載されている。なお、両車は共通運用となっている。
    - 8000番台3両編成6本は神領車両区から転属してきた。車内は転換クロスシート。東海道線（熱海 - 豊橋間）を中心に運用されている。

- 315系
  - 3000番台4両編成8本（U1 - U8編成）計32両が2024年5月から配置[5][6]
  - 3000番台4両編成2本（U8 - U10編成）計8両が2024年11月から配置[7]。
    - 車内はロングシート。御殿場線（沼津 - 御殿場間）・身延線（富士 - 西富士宮間）で運行予定。
    - 2024年6月1日より、東海道本線（熱海 - 豊橋間）で運行を開始した[8]。

## 過去の配置車両

### 電車
- クモハ12形電車
  - クモハ12041
    - 1987年に浜松工場で保管されていた牽引車クモヤ22形（旧モハ10形）を旅客用に整備したもので、30系由来のクモハ12形の番台区分40番台の追番とされクモハ12041と付番された。落成日は3月31日で、国鉄最後の改造落成車である。
    - 改造時は豊橋電車区に配置されたが、1998年3月に転入した。
    - 民営化後は飯田線のイベント列車「ゲタ電」号や、ロングシートであることから床面に畳を敷いて簡易お座敷車としても使用された。
    - 民営化当初はJRマークが貼られていたが、イベント用ということもあり3ヶ月程度で外された。
    - 国土交通省から出されたブレーキの多重系統化などの対策指示に対応できないことから、2002年2月28日付けで廃車された。現在はリニア・鉄道館で保存・展示されている。

  - クモハ12018・クモハ12054
    - 31系に由来するクモハ12018・054の2両が牽引車代用として配置されていた。
    - 018は1984年に廃車。
    - 054は1987年に廃車後、佐久間レールパークにて展示されていたが、同館の閉館に先立って解体処分され現存しない。

- クハ47形・サハ48形電車
  - 1960年代の一時期、クハ47形、サハ48形が配置され、80系の編成に混用された。

- クモハ60形電車
  - クモハ60069・076の2両が牽引車代用として配置されていた。
  - 076は1977年廃車、069は1984年廃車。

- クモハ11形電車
  - 静岡運転所開設当初、牽引車代用としてクモハ11455・470の2両が配置されていた。

- クモハユニ64形電車
  - 廃車となった牽引車代用のクモハ60076の代替としてクモハユニ64000が1977年岡山運転区より転入。しかし翌1978年には伊那松島機関区に転属し、飯田線旧形国電末期の1983年まで営業用に使用された。

- サハ75形電車
  - 1960年代の一時期、サハ75形0番台が配置され、80系の編成に混用された。

- クモヤ90形電車
  - 転出した牽引車代用のクモハユニ64000の代替としてクモヤ90053が1978年に転入。1987年廃車。
  - 廃車となった牽引車代用のクモハ12018・クモハ60069の代替としてクモヤ90052が1984年に転入。JR東海に引き継がれたが1994年廃車。

- 80系電車
  - 当所開設時からの配置車両である。東海道本線東京口（湘南電車）のほか静岡局のローカル列車を担当。
  - 1964年に身延線で運行が開始された準急「富士川」に全金属車体の300番台が充当され、急行へ格上げされた後も1972年の165系置換えまで活躍した。
  - 最後まで東京駅に乗り入れた80系として知られ、東京乗り入れは1977年3月28日まで行われた。その後113系新製冷房車が投入されると捻出した111系、113系非冷房車によってローカル運用も置換えられ、1977年から一部が飯田線に転じたほかは廃車が開始された。1979年に113系2000番台4両編成1本が配置されると、波動用に残されていた車両が廃車された。

- 113系・111系電車
  - 東海道本線東京口（湘南電車）を受け持つため、1962年の111系登場時に新製投入された。113系については後に関東地区や大鉄局から転属車を迎え、1976年には新製冷房車が投入、1979年には2000番台も投入され、80系を淘汰した。
  - 新製時から同区に配置された113系は、汚物処理装置や行先表示機は準備工事とされ取り付けられていなかった。またサハ111が配置されていなかったために上り向きのクハ111が多く配置されていた。
  - 国鉄時代はグリーン車2両を含む11両編成のT編成、ローカル用6両編成のS編成、4両編成のL編成が組まれていた。冷房車は多くがT編成に組み込まれ、ローカル用は非冷房車が中心の組成であった。また、S編成とL編成は連結によりグリーン車なしの10両編成や12両編成ともなり、1986年3月まで10両編成で東京駅へ乗り入れていた。
  - T編成には老朽化したグリーン車が多数含まれていたこともあり、1981年にはサロ110形1200番台最終増備車が、1983年からはサロ110形改造車が多数配置された。
  - 1986年3月に211系がデビューすると113系冷房車が転入し、ようやくローカル用車両の冷房化が進んだ。ローカル用の非冷房車は房総地区との転配属が盛んに行われており、湘南色とスカ色の混色編成もよく見られた。1986年10月まで6両編成の下り方に飯田色のクモユニ147形が連結され、熱海 - 浜松間で飯田色、湘南色、スカ色の3色で運用される例もあった。
  - 1986年11月のダイヤ改正では分割民営化に向けて、東海道線東京口の113系のうち基本編成（1号車～11号車）は国府津電車区（現・国府津車両センター）と田町電車区（現・東京総合車両センター田町センター）で全て受け持ち、静岡運転所では付属編成（12号車～15号車）を受け持つこととなった。それにより、11両のT編成は全車が国府津電車区へ転出、田町電車区と国府津電車区から4両の付属編成17本が転入して、新たなT編成となった。
  - 111系は末期は編成を短縮され主に静岡局管内の普通列車用となり、1984年から廃車が開始され、民営化直前の1987年3月までに全車廃車されている。
  - 民営化後は、1988年に6両編成のS編成は大垣電車区や神領電車区に転属、代わって両区からモハ113の先頭車改造車を含む2000番台や冷房改造車が多数転属した。この頃から非冷房先頭車の冷房改造と同時に老朽車の廃車も開始。1999年には313系投入により捻出された113系2000番台が転属し、初期車（冷房改造車）の廃車も進行する。新製冷房車と2000番台に統一され、一部組み換えで6両編成がLL編成して復活した。
  - 1999年12月4日のダイヤ改正以降は、3両編成のC編成、4両編成のL編成、東京口乗り入れ用4両編成のT編成、6両編成のLL編成となった。L編成とLL編成の一部は2005年の愛知万博期間中、神領電車区に貸し出されたことがある。
  - L編成とC編成は東海道線（熱海 - 豊橋間）・御殿場線（御殿場 - 沼津間）の普通列車で運用された。T100編成（2007年5月までに全廃）は2004年まで東京駅へ、2002年までは伊豆急行線伊豆急下田駅へ乗り入れる運用もあった。C編成は1999年12月までは米原駅[注釈 2]までと、身延線西富士宮駅までの運用があった。また、L編成とLL編成の一部は2005年の愛知万博期間中は神領電車区に貸し出され、エキスポシャトル運用に充当されたことがある。
  - 最後まで原型に近い113系が多く残っていたが、老朽化が進んだため2006年から2007年にかけて313系増備車と名古屋地区から転属された211系に順次置き換えられ、2007年3月17日をもって運用を終了した。
  - LL100編成は2006年10月29日をもって運行を終了、一部の編成は中間車を抜き4両編成に短縮・L編成に転用の上運用されていた。編成替えが行われなかった車両も含め、2007年12月までに全ての車両が廃車となった。
  - クハ111-545, 646 (546) , 547, 549, 557, 738 (238) , 741 (241) , 747 (247) , 2733 (2133) , 251およびモハ112・113-688 (288), 296, 297, 298, 602 (302) , 607 (307) , 2045は新製時から一貫して静岡の配置であった（括弧内は改造前の旧車番）。

- 115系電車
  - 1986年3月に沼津機関区から転入した。御殿場線用がN編成、身延線用がB・C編成を名乗った。
  - 1986年11月にはクモハ115-500＋モハ114-800番台の1ユニットが岡山電車区に転出し、クモハ115-1500＋モハ114-1000番台ユニットが松本運転所（現・松本車両センター）から転入。1000番台初の配属となりN編成に編入。
  - 民営化直前の1987年3月には身延線に123系40番台が投入され、捻出されたC編成2本とN編成1本が豊橋電車区に転属。飯田線での運用を開始した。飯田線運用時は連結幌をクハ115に付替えて使用された。
  - 1988年3月改正で神領電車区から冷房改造済みの1000番台7本が転入。S編成となる。また、豊橋電車区のE編成3本（E1 - E3編成）が再転入した。2本はN編成に編入されたが、1本はK編成として飯田線用に残存した他、B13編成もK編成に編入されたため、一時的に身延色が飯田線でも見られた。
  - 1988年後期から身延色2000番台車の湘南色への塗り替えが開始。一部は冷房改造も同時に行われた。N編成の1000番台ユニットは1990年に冷房改造を行いS編成に編入した。
  - 1989年から211系5000番台が配置されるとN編成から廃車が開始されたが、N5 - N7編成は廃車を免れ、1991年に特別保全工事と冷房改造が行われ5000番台に改番。引き続き御殿場線で使用された。
  - B編成は身延線、N編成は御殿場線、S編成は飯田線で使用されたが、N編成のみでは本数が不足するためS5 - S8編成が御殿場線に入ることが多く、B編成の一部も御殿場線で使用された。
  - 側面方向幕は全て準備工事のままだったが、B編成では冷房改造後にB10 - B12編成先行で3両とも使用可能とされ、後にB5 - B7の3本を除く編成がクモハとモハのみ使用されるようになった。S編成は冷房改造時にモハ114のみ使用可能に整備されたが、暫くは使用されずもっぱら普通の表示のままだった。（御殿場線では御殿場線と表示されていたこともある。）N編成は廃車まで未装備。汚物処理装置については未装備の状態が続いたが、身延線車両の常駐先の富士運輸区の地上設備の完了に伴い1994年から順次取り付けが行われたものの、N編成はこちらも取り付けが行われなかった。
  - 1999年6月に313系の運用が開始されると、捻出された115系が113系初期車を置き換えて東海道線に進出。B2、B9、B13編成の3本と、S編成8本のうちS3、S4を除く6本が東海道線運用に転用された。残ったB編成は身延線、御殿場線で共通運用となり、S3、S4編成は飯田線に残って運用を続け、長野駅まで快速「みすず」の運用も残された。東海道線転用初期には2編成併結の6両編成からクハ115形1両を抜いた5両で運転されたこともあり、かつての大糸線での活躍を彷彿とさせる姿も見られた。12月改正までにS編成のモハ114の側面方向幕が使用可能（飯田線運用は使用不可）となり、側面方向幕未装備のB5 - B7編成もクモハとモハに装備が完了した。老朽化したN編成はこの時点で全車廃車となった。
  - 2002年3月に飯田線用119系が大垣車両区に移管となったが、115系については当所に残された。この頃には飯田線運用の同系の側面方向幕も整備され使用可能になった。
  - 飯田線運用車両の入場時は、東海道線用のS編成に差し替えられることが多かったが、時折B編成が代走することがあった。
  - 2006年10月10日から東海道本線での運用の大半が大垣車両区から転じた211系に置き換えられ、静岡以西での運用を終了した。また2007年2月13日には御殿場線での、2月14日には東海道本線（熱海 - 沼津間および富士 - 静岡間）での、3月17日には東海道本線（沼津 - 富士間）・身延線・飯田線での定期運用をそれぞれ終了した。B編成4本は解体を免れ波動輸送用として残存したが、1度も使用されることなく2008年2月に浜松工場に廃車回送され、解体された。

- 119系電車
  - 飯田線で運用されていた2両編成8本を豊橋電車区から、国鉄最後のダイヤ改正である1986年11月1日の改正で、するがシャトル専用車両として、転入した。合わせて塗装変更および冷房改造も実施した（一部車両は塗装変更後に別途冷房改造）。
  - 1988年3月に豊橋電車区の車両が当所に移管され、全車が当所の配置となった。ただし、するがシャトルと飯田線の運用は完全に分けられていた。
  - するがシャトル編成は島田 - 興津間のするがシャトルが主な運用。御殿場線裾野までの運用もあったほか、ラッシュ時は4編成併結の8両となる運用も存在した。1988年3月改正でするがシャトルが富士まで延長されると富士までの乗り入れも開始した。
  - 1989年3月に、するがシャトル用が飯田線に復帰、全車飯田線専用となる。同時に塗装変更や非冷房車の冷房改造も始まった。
  - 1995年から豊橋運輸区の地上設備改良に伴い、クハ118形への汚物処理装置の取り付けが開始、1997年までに全車が完了した。同装置は113系などとは異なる小型のものを装備していた。
  - 検査入場時は豊橋 - 静岡間で回送列車にて入出庫されていたが、一時期は豊橋 - 静岡間、浜松 - 静岡間で入出庫を兼ねた普通列車として使用されたこともある。基本は2両編成だが、回送列車では2 - 4両、また1両で運転されることもあった。
  - 2002年4月に飯田線が静岡支社から本部直下に移管されたことに伴い、全車が大垣車両区に移管された。

- 123系電車
  - 民営化直前の1987年にクモユニ147形を改造しクモハ123形40番台5両が配属。翌1988年にクモヤ145系600番台を改造し600番台2両が配属。
  - 1989年から塗装変更および冷房改造も実施され、40番台は5040番台となった。600番台は先に冷房改造を実施。40番台は塗装変更の後に冷房改造が行われた。5040番台の1両は貫通型改造も実施し5140番台に改番。
  - 1990年にワンマン化改造され、身延線で静岡支社初のワンマン運転を実施。
  - 身延線富士 - 西富士宮間の普通列車が主な運用で、一部は甲府 - 鰍沢口間の区間運転にも使用されたほか、甲府 - 富士間の直通列車も存在した。また東海道線では沼津 - 身延間の直通列車にも充当。もっぱら貫通型の2本併結の2両編成（車掌乗務）で運転された。
  - 313系への置換えにより運用数が縮小され、2007年3月17日を最後に運用を終了し、2006年9月から2007年5月にかけて全車が廃車された。

- 165系電車
  - 国鉄最後のダイヤ改正である1986年11月1日の改正で、急行富士川が大垣電車区から移管されることになり、4両編成7本が転入。
  - 当初は「富士川」のほか、間合い運用で東海道本線や身延線の普通列車にも使用。静岡 - 富士宮間の臨時快速列車にも使用された。1988年3月からは飯田線でも運用された。
  - 1988年3月に豊橋電車区の車両が当所に移管されると、飯田線用3両編成も転入。3両編成は飯田線のほか一部は東海道本線でも使用された。
  - 1989年3月には急行「東海」用の11両編成が大垣電車区から転入。飯田線用の3両編成は、119系や115系に置換えられて一部が神領電車区に転属したほかは廃車となった。車両の整理を進め、最終的には全車が汚物処理装置装備車となった。
  - 1995年10月、373系の登場によって「富士川」が置き換えられ、余剰車から廃車が開始された。翌1996年3月には373系によって「東海」と大垣夜行が置換えられた。3両編成1本が神領電車区に転じたほかは、サロ165形1両を除く全車が1996年5月までに廃車・解体された。
  - 解体を免れたグリーン車1両（サロ165-106）は車籍を有したまま浜松工場で保管された。最後まで車籍が残っていた165系であるが、2008年度末に廃車され、急行形グリーン車は全滅した。同車は整備され、現在はリニア・鉄道館で保存・展示されている。

- 211系電車
  - 1989年7月に3両編成11本（SS1 - SS11編成）が新製配置された。新製時はクハ210形5300番台が連結されていたが、神領車両区に配置されていた編成のクハ210形5000番台と交換した後静岡運転所に配置された。そのためSS編成はクハ210形のみ2次車となっており、側面方向幕の天地寸法が他2両と異なる。
  - 1990年3月に2両編成3本（G1 - G3編成）が配置された。御殿場線輸送力増強用に製造された編成で、床下機器は213系と同様の機器を使用している。
  - 1991年3月に2両編成6本（G4 - G9編成）が配置された。トイレなし、ロングシートの当編成は御殿場線の運用に適さなかったため増備を機に東海道本線主体の運用に変更されている。
  - 2006年10月に113・115系置き換えのため大垣車両区から3両編成20本（LL1 - LL20編成）が転属した。同じ3両編成のSS編成とは別運用となっている。
- 371系電車
  - 7両編成1本が配置されていた。
  - 1991年3月に新製配置。小田急20000形とともに特急あさぎりに運用されたほか、静岡地区のホームライナーでも運用された。2012年3月に定期運用から外れ、以後は臨時列車で運用されていたが、2014年11月に運用を終了、2015年3月に車籍抹消され、富士急行へ譲渡改造の為JR東日本長野総合車両センターへ回送された。現在は長野総合車両センターでの整備を終え、真っ白な塗装になり、長野から大月まで甲種輸送された。その後、富士急行8500系「富士山ビュー特急」として2016年4月23日に営業運転を開始した。

- クモヤ145形電車
  - 民営化時点では601が在籍していた。1988年に601は前述のクモハ123形600番台に改造された。これと入れ替わりに、122が同年豊橋電車区から移管された。
  - 122は救援車の機能を装備した牽引車として使用。冬季は御殿場線や身延線の霜取りにも使用された。
  - 編成を解いた状態での車両回送が減少したことに起因する稼働率の減少と国鉄型電車が全廃されたことを受け、2008年4月に廃車・解体された。

### 機関車
- ED18形電気機関車
  - 国鉄時代飯田線で活躍後に浜松工場で入換用として使用されたのち、1991年から佐久間レールパークにて展示されていた2号機が、1992年に整備されて車籍復帰した。
  - 「トロッコファミリー号」の牽引車両として活躍。他線での運用はなくもっぱら飯田線用とされた。冬季は霜取りにも使用されたことがあった。
  - 2005年に致命的な故障を起こし、修復が困難と判断されそのまま運用から離脱となる。2009年3月31日に廃車手続きが取られ、浜松工場での保管を経て、現在はリニア・鉄道館で保存されている。

- EF58形電気機関車
  - 2両（122・157号機）が配置されていた。
  - 122号機は1986年11月に田端機関区から転属。157号機は浜松機関区を最後に廃車され保管されていたが、1988年に整備されて車籍復帰した。
  - 当初は2両とも一般色であったが、個々の特徴をつけるため122号機は1992年4月に茶色に塗装変更された。
  - イベント用として東海道本線を中心に運用されたが、線路基盤の弱い飯田線でも同機で運転が可能となったため、晩年は「トロッコファミリー号」の牽引車両として飯田線でも使用された。
  - その後「トロッコファミリー号」の運転本数減少や機関車自体の老朽化により、2006年に122号機が休車、2008年3月に157号機が廃車となった。122号機は2009年1月に廃車・解体された。
  - 157号機は浜松工場での保管後、可能な限りの原型に復元工事が施され、現在はリニア・鉄道館で保存されている。

- EF64形電気機関車
  - 民営化直前に稲沢第二機関区から名古屋南運転区に3両（2・35・66号機）が転属。主に中央本線の波動輸送用としてJR東海に承継。電気機関車の配置区の一元化により1988年3月に3両全車が転入した。
  - 前述の通り中央本線の波動輸送用のほか、晩年は工事列車牽引用としても活躍した。35・66号機は元「ユーロライナー」牽引機で、66号機は国鉄時代の1985年に、35号機は当所移籍後の1990年に「ユーロライナー」塗装が施されている。2号機は一般塗装のまま活躍した。
  - 2005年4月に「ユーロライナー」は廃車となったが、同機は工事用臨時列車のほか、霜取り運用にも使用されていた。66は一般色の2号機とともに工事用臨時列車を牽引していたが、2008年4月25日に除籍された。35は名古屋車両区に常駐していたが、2009年1月16日に廃車され、「ユーロライナー」専用機は消滅した。最後まで残った2号機も2009年1月21日に廃車となり、JR東海から消滅となった。35号機は廃車後もしばらくは浜松工場で保管された。

- EF65形電気機関車
  - 民営化直前に稲沢第二機関区から名古屋南運転区に5両（105・106・110 - 112号機）が転属。主に東海道本線の波動輸送用としてJR東海に承継。電気機関車の配置区の一元化により1988年3月に5両全車が転入した。
  - 前述の通り東海道本線の波動輸送用として、会社間を越えて広範囲で活躍した。晩年は工事列車牽引用や霜取り運用としても活躍した。105・106・112号機は元「ユーロライナー」牽引機で、105号機は名古屋南運転区時代の1987年に、106・112号機は転入後に「ユーロライナー」塗装が施されている。
  - 波動輸送の減少により余剰が生じ、105号機が1996年2月29日に、110号機が1998年3月31日に、106号機が2000年3月31日に、111号機が2007年3月5日に、112号機が2007年12月3日に廃車されJR東海から消滅となった。一部は廃車後すぐには解体されず、浜松工場で保管された。

- DE10形ディーゼル機関車
  - 民営化時に1004・1515 - 1525・1573号機の13両がJR東海に承継され、当所の配置となった。
  - 1989年に1517・1518号機が名古屋・高山地区の入換用として美濃太田運輸区に転属。
  - 日本貨物鉄道（JR貨物）からの委託を受け、静岡県下の各駅で入換に使用された。
  - 貨物取扱や入換の減少により、1994年から廃車が開始された。2003年4月時点では1521・1522・1524・1525号機の4両が残るのみとなっていた。
  - 2004年にJR貨物との委託契約が終了し、2006年1月23日付で1521・1524・1525号機が美濃太田車両区に転属、同日付で1517・1518号機が当区に復帰。1517・1518号機は2006年3月に1522号機とともにJR貨物に売却され、愛知機関区の配置となった。検査入場までは下回りがグレーのいわゆるJR東海仕様で入換作業に活躍した。

### 貨車
- チキ5500形貨車
  - 13両が配置されていた。レール輸送用長物車。

## その他
- 以前は一般公開が年に一度開催されていたが、近年は開催されなくなっていた。その後、2016年からさわやかウォーキング連動イベントとして車両区公開がされるようになった。静岡駅と車両区を結ぶ入出区線に来場者を輸送する臨時列車を運転していたこともあるが、現在は運転されない。
- 同所敷地内にあるジェイアール東海物流の倉庫には、かつては線路が引き込まれており、国鉄の分割民営化以前に資材輸送がトラック輸送に切り替えられる前まで保線資材を積載した貨車の出入りがあった。現在は一部のレールがアスファルトに埋められた状態で残っている。

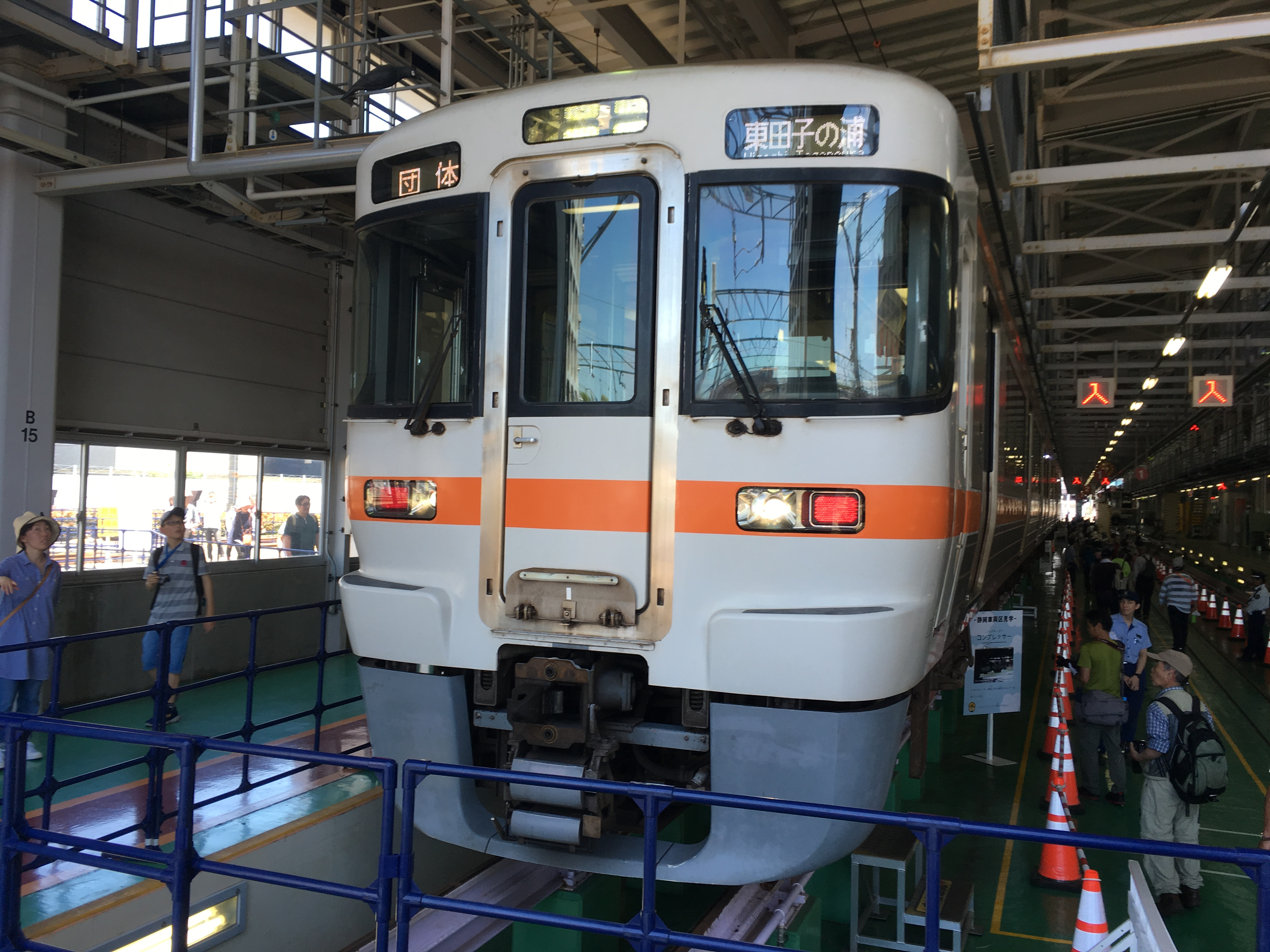